# Michał Issajewicz

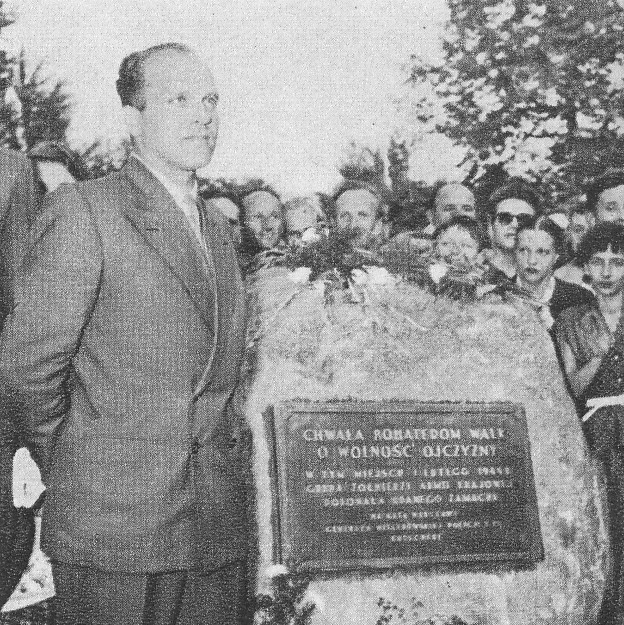
Michał Issajewicz podczas uroczystości odsłonięcia kamienia pamiątkowego w miejscu akcji, 31 lipca 1956 roku

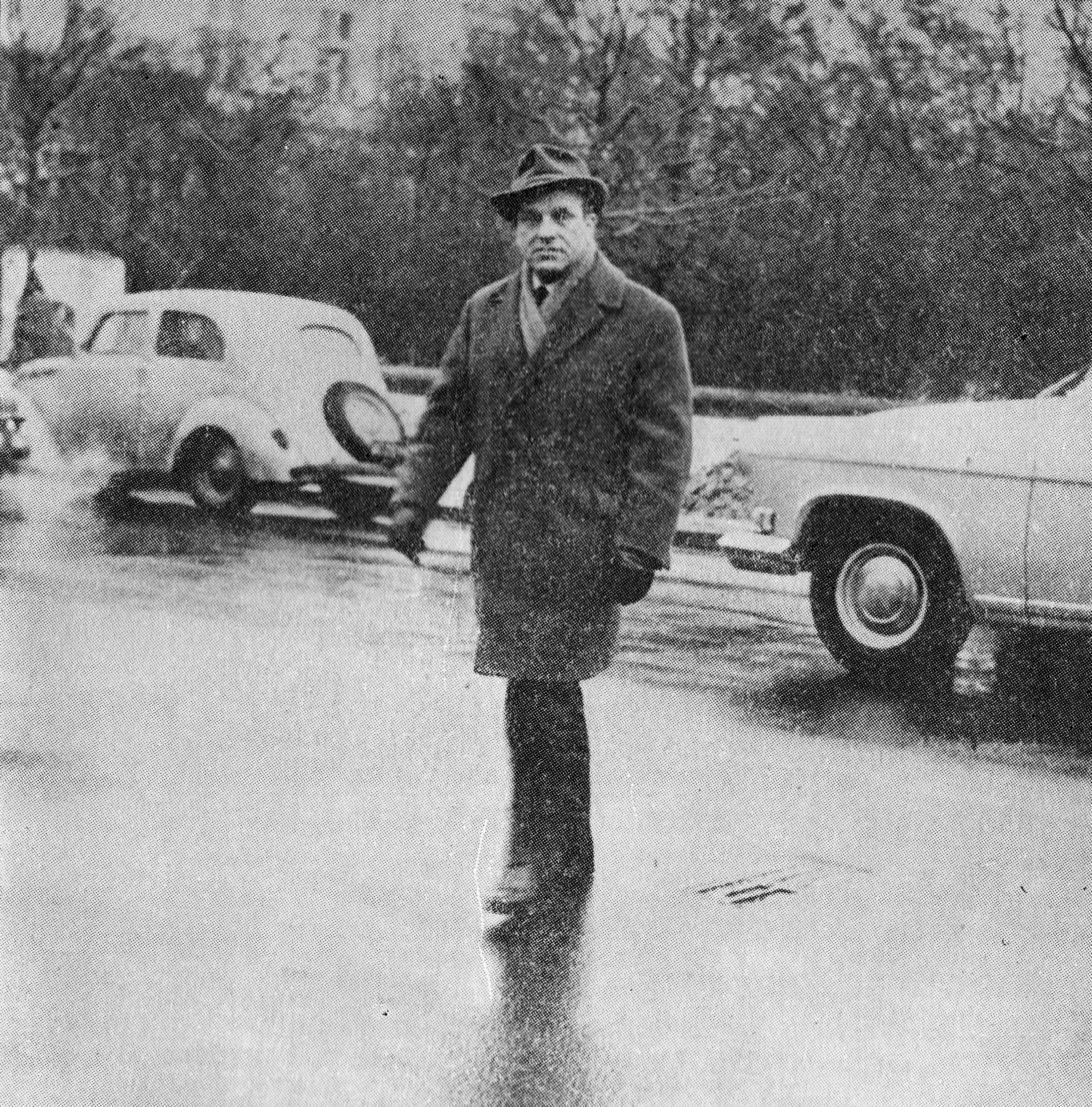
Michał Issajewicz po wojnie na jezdni Alej Ujazdowskich w miejscu akcji Kutschera

Michał Issajewicz, ps. „Miś” (ur. 18 sierpnia 1921 w Baranowiczach, zm. 4 marca 2012 w Warszawie) – major Wojska Polskiego, żołnierz Armii Krajowej, więzień obozu koncentracyjnego Stutthof w czasie II wojny światowej.

## Życiorys
W 1940 r. zaprzysiężony jako żołnierz Związku Walki Zbrojnej, w czerwcu tr. został aresztowany przez NKWD i przez rok więziony w Baranowiczach. Uwolniony w końcu czerwca 1941 r., po wybuchu wojny niemiecko-sowieckiej, był następnie deportowany przez Niemców na roboty przymusowe do Królewca.
W 1943 r. znalazł się w Warszawie, gdzie nawiązał kontakty z podziemiem. W styczniu 1944 został członkiem oddziału „Agat”, który wkrótce zmienił nazwę na „Pegaz”, a następnie batalionu „Parasol”. Uczestniczył w udanym zamachu na Franza Kutscherę – dowódcę SS i policji na dystrykt warszawski Generalnego Gubernatorstwa, dokonanym 1 lutego 1944 w Alejach Ujazdowskich w Warszawie.
W czasie akcji Issajewicz był kierowcą wozu Adler-Triumph-Junior i trzecim wykonawcą wyroku. Zajechał drogę samochodowi z Kutscherą, zmuszając go do zatrzymania i umożliwiając ostrzelanie go przez kolegów – Bronisława Pietraszewicza „Lota” i Zdzisława Poradzkiego „Kruszynkę”. Sam oddał także strzał w kierunku dowódcy SS, doznając jednocześnie niegroźnego postrzału w głowę. Za udział w akcji rozkazem nr 267/BP Komendanta Głównego Armii Krajowej z dnia 25 marca 1944 został odznaczony Krzyżem Walecznych. Później otrzymał także Order Virtuti Militari.
Aresztowany w kilka tygodni później przez Niemców i osadzony w więzieniu na Pawiaku, nie został jednak rozpoznany jako uczestnik zamachu na Kutscherę. 24 maja 1944 r. wywieziono go do KL Stutthof wraz z pierwszym transportem 859 więźniów z Warszawy (otrzymał nr obozowy 36127). W obozie koncentracyjnym kontynuował działalność konspiracyjną, brał udział w przygotowaniach do powstania, prowadzonych przez akowców i jeńców sowieckich i ostatecznie zaniechanych (większość więźniów zginęłaby w czasie walk).
Po wojnie krótko mieszkał w Słupsku, w 1947 przyjechał do Warszawy. Działał w środowisku byłych żołnierzy „Parasola” przy Związku Bojowników o Wolność i Demokrację (w latach 1972–1974 był wiceprezesem Rady Naczelnej, w latach 1974–1979 i od 1985 był członkiem Prezydium Rady Naczelnej ZBoWiD) oraz jako wychowawca w Szczepie 208 Warszawskich Drużyn Harcerskich i Zuchowych im. Batalionu „Parasol”. Członek Ogólnopolskiego Komitetu Frontu Jedności Narodu w 1958.
Był konsultantem filmów fabularnych „Zamach” w reż. Jerzego Passendorfera (1958) i „Kontrybucja” w reż. Jana Łomnickiego (1966).
Zmarł po długiej i ciężkiej chorobie. Został pochowany 12 marca 2012, obok żony Izabeli Wandy z Jachimowiczów (1926–2002),  na cmentarzu Wojskowym na Powązkach w Warszawie (kwatera D18 kol praw a-3-5).

## Ordery i odznaczenia
- Order Krzyża Grunwaldu III klasy (9 maja 1947)[7]
- Krzyż Srebrny Orderu Virtuti Militari
- Krzyż Walecznych (dwukrotnie)

## Upamiętnienie
11 marca 2014 przy ul. Mianowskiego 24 na warszawskiej Ochocie uroczyście odsłonięto tablicę upamiętniającą mjr. Michała Issajewicza, ps. „Miś”, umieszczoną na budynku, w którym przez wiele lat mieszkał.